# Zanclopteryx mexicana
Zanclopteryx mexicana là một loài bướm đêm trong họ Geometridae.